# Anhydrietvloer
Een anhydrietvloer is een gips- of kalkgebonden gietvloer/dekvloer/chape die op de constructievloer wordt aangebracht. De gietvloer is opgebouwd uit gips, zand en water.
Anhydriet is het chemische bindmiddel, op basis van calciumsulfaat (gips) dat door een reactie met water kan verharden en zo toeslagmaterialen aan elkaar kan kitten. Een anhydriet dekvloer wordt niet gesmeerd, maar gevloeid.

## Toepassing
Afhankelijk van het merk en uitvoerder varieert de dikte van een anhydrietvloer. Hechtend vanaf 10mm, niet hechtend 25mm en zwevend 30mm. Zwevend (isolatie) en op vloerverwarming wordt vaak 50mm geplaatst.Dit type vloer wordt vaak gecombineerd met vloerverwarming vanwege de hoge thermische geleiding van deze vloer. Het toepassingsgebied ligt veelal in bedrijfsgebouwen, loodsen, garages, showrooms, nieuwbouwwoningen en renovaties.
Anhydriet kan enkel binnen gebruikt worden.

## Eigenschappen
Een anhydrietvloer is gladder en harder dan een standaard gesmeerde zandcementvloer. De samenstelling van de anhydrietvloer zorgt een grotere buig- en treksterkte en druksterkte. Weinig tot geen krimp.

## Plaatsing
Een anhydrietvloer kan op volgende manieren worden geplaatst, elk met hun specifieke eigenschappen en prijs. Ingedeeld in drie groepen. Ready-mix, mixmobiel en betoncentrales.
Readymix is calsiumsulfaat, toeslagstoffen en zand/granulaat. Mengklaar in zakgoed en silo. Verwerking met de hand, meng-wormpomp en vrachtwagen menger. Enkel door menging met de juiste hoeveelheid water, wordt een zeer hoogwaardig product bekomen. Meestal een duurder materiaal.
Mixmobiel is een vrachtwagen of aanhanger waar een mengmachine opstaat. In tegenstelling tot readymix wordt het zand en bindmiddel apart opgeslagen. Een sturing op de machine kan verschillende recepturen mengen op de werf zelf. Mixmobiel is goedkoper dan readymix, maar vraagt meer ervaring van de uitvoerder. Mixmobiel is ook een complexere machine in vergelijking met andere methoden.
Betoncentrales kunnen bindmiddel inkopen en met de bestaande centrale recepturen mengen. Dit wordt getransporteerd naar de werf met een betonmixer. Kwaliteit van de gietmortel is hoog, maar het eindresultaat is gevoeliger afhankelijk van de plaatser.
In betoncentrales en mixmobiel worden vaker gerecycleerde gipsen gebruikt. Samen met het feit dat er geen machinaal gedroogd zand wordt gebruikt, zijn deze soorten milieu en klimaat vriendelijker.

## Voordelen[2]
Een anhydrietvloer heeft enkele belangrijke voordelen tegen over een zandcement vloer.
Door het gebruik van gips in plaats van cement, krimpt de gegoten vloer minder tot niet. Een anhydriet dekvloer geleidt beter warmte door de betere omhulling en dichtere massa. Dit resulteert in een snellere reactie van het systeem en lagere doorloop temperatuur.
Kan dunner geplaatst worden dan zand-cement.
Kleinere impact op milieu en klimaat.
Het aanbrengen en smeren van een standaard cementvloer is zeer arbeidsintensief. Vanwege deze zware arbeidsomstandigheden en soms ook de kosten wordt regelmatig gekozen voor het storten van een anhydrietvloer in vloeibare vorm over de constructievloer. Het materiaal wordt verpompt op niveau met een roterende laser, lijnlaser of met regelbare pikkels. Na het gieten wordt de massa gedobberd/getamponneerd met een drijfrij. Door het in beweging brengen van de dekvloer nivelleert deze. De meeste anhydriet vloeren zijn niet volledig zelf nivellerend, in tegenstelling tot wat vaak wordt beweerd.

## Nadelen
Vocht
Een anhydrietvloer is gevoeliger voor vocht. Het bindmiddel is calciumsulfaat en is niet bestand tegen langdurige vochtbelasting. Een slordige plaatsing en/of constructieve fouten kunnen voor problemen zorgen. In sanitaire ruimten is het gebruiken van anhydriet geen probleem, indien alles goed geplaatst wordt.
Hitte
Een anhydrietgietvloer kan niet tegen aanhoudende hoge temperaturen ( > 50 °C) omdat het gips dan kan ontbinden. Bij vloerverwarming, aangelegd in de anhydrietgietvloer, mag het water in de leidingen deze temperatuur ook niet halen. In werkelijkheid is dit zelden een nog een probleem. Vloerverwarming met een isolatie laag eronder wordt veel kouder gestookt. (29 °C-35 °C). Anno 2022 is vloerverwarming zonder isolatie laag not done.
Afschot/Helling
Door de nivelleerde eigenschap kan een anhydrietvloer niet onder helling worden geplaatst.
Voorbereiding
Een nauwkeurige voorbereiding resulteert in een anhydrietvloer van hoge kwaliteit. Bij een hechtende plaatsing moet de juiste primer gebruikt worden en de constructie goed nagezien worden op fouten. Bij een niet hechtende en zwevende plaatsing moet de PE-folie en rand isolatie zorgvuldig geplaatst worden en dicht getaped worden.

## Rechtzetting
Anhydriet vloeren blijven veranderen en vernieuwen, verouderde bronnen kunnen een vertekend beeld geven van de realiteit.
Vaak worden eigenschappen en voordelen rechtstreeks gekopieerd om cement vloeivloeren te promoten. Maar de voordelen van een gevloeide cement dekvloeren tegen over een gesmeerde zand-cement dekvloer is snellere plaatsing en droogtijd. Gevloeide cementvloeren hebben wel een nog steeds een grotere krimpfactor, lage buigsterkte en hogere impact op klimaat en mileu.
Bij het plaatsen van betegeling moet de juiste primer en lijm gebruikt worden.